# 柯柏聯盟學院
柯柏聯盟學院（Cooper Union，全名為The Cooper Union for the Advancement of Science and Art，「柯柏高等科學藝術聯盟學院」）是一所位於美國紐約州紐約市曼哈頓地區的著名私立大學，曾因向全部學生提供全額獎學金而知名，但学校已于2013年决定向学生收费，以维持收支平衡。
學院校舍位於曼哈頓東第三大道（Third Avenue）及第六、第九街（6th-9th Streets）之間的雅士達廣場（Astor Square）及庫柏廣場（Cooper Square）旁；是36所院校所組成的獨立藝術暨設計學院聯盟（Association of Independent Colleges of Art and Design）的成員之一。學院下設工程學院（Albert Nerken School of Engineering），建築學院（IrwinS. Chanin School of Architecture）和藝術學院（School of Art）。學院的主要資金來自于校友所捐贈。這些校友有很多都是在公共領域或個人事業上的成功者，其中不乏是各領域的領導者、企業領袖和政府要員。

## 歷史
- 學院為大企業家、發明家彼得·庫伯（Peter Cooper）創立於1859年。
- 该校为美国红十字会和很多主要政治运动的发源地。

庫伯學院由發明家和企業家彼得.庫伯（Peter Cooper）創立于1859年。庫伯本人只受過不到一年的正規教育，但後來成為了非常成功的發明家和企業家。他發明了美國第一個用於火車的蒸汽機；開設過煉鐵廠等工廠，並且投資房地產、保險業、鐵路和電信業，亦曾經競選美國總統。
庫伯學院的創建，是為了實現庫伯先生之教育不應受制於種族與經濟條件的理念。自創立伊始，庫伯學院就成為美國大學中獨樹一幟的一流大學，並且培養了一代又一代的優秀人才。庫伯學院中的“大禮堂”（The Great Hall）中，曾經有多位美國總統蒞臨演講，包括林肯、格蘭特、克里夫蘭、塔夫特、羅斯福、威爾遜和克林頓。尤其克林頓曾於1993年、2006年和 2007年，三次到訪庫伯學院。“大禮堂”尚且是學術、藝術交流的中心。此外，奧巴馬亦曾於2008年3月競選美國總統時，來此演講。

## 聲譽
柯柏聯盟學院的建築學及工程學非常著名，2025年美國新聞與世界報導評為北部學士級大學第二名。此外，學院的招生程度之嚴謹與常春藤盟校不相上下而著稱。根據美國國家及新聞雜誌的報導，其招生SAT上下四分位數為1,240至1,440分（SAT总分為1600分），錄取率僅10%。
2009至2010学年間，由于美国经济蕭條所影响，Cooper Union的报名人数增加了70%。而由于录取名额未增加，导致當年的录取率下降許多，據報可能2009年及2010年兩屆的錄取率比哈佛与朱莉娅音乐学院為低。

## 著名校友
尽管总学生数未達千人，该校校友获得相当不合比例的全国最高奖项，其中包含一座諾貝爾獎。
- 拉塞爾·赫爾斯：1993年諾貝爾物理學獎得主
- 愛迪生：發明家，但只是旁聽而非正式學生[9]

## 外部連結
- 柯柏聯盟學院官方网站 （页面存档备份，存于）